# Cryptocala acadiensis
Cryptocala acadiensis is een vlinder uit de familie van de uilen (Noctuidae). De wetenschappelijke naam van de soort is voor het eerst geldig gepubliceerd in 1869 door Bethune-Baker.